# Record della National Football League
La seguente è la lista dei record individuali della National Football League (NFL), aggiornati alla settimana 18 della stagione 2024:

## Servizio
- Maggior numero di stagioni: 26, George Blanda, 1949–1958, 1960–1975[1]
- Maggior numero di stagioni con una squadra: 21, Jason Hanson (Detroit Lions), 1992–2012[1]
- Maggior numero di gare disputate in carriera: 382, Morten Andersen, 1982–2007[1]
- Maggior numero di gare disputate con una squadra: 327, Jason Hanson (Detroit Lions), 1992–2012[2]
- Maggior numero di gare consecutive: 352, Jeff Feagles, 1988–2009[1]
- Maggior numero di gare consecutive con una squadra: 270, Jim Marshall (Minnesota Vikings), 1961–1979[3]
- Maggior numero di snap consecutivi: 10.363, Joe Thomas (Cleveland Browns), 2007–2017

### Gare come titolare
Nota: questi record non sono inclusi nel NFL Record and Fact Book.
- Maggior numero di gare come titolare, carriera: 
  - Stagione regolare: 333, Tom Brady, 2001–2022[4]
  - Playoff: 48, Tom Brady, 2001–2022
- Maggior numero di gare come titolare in carriera con una sola squadra: 293, Bruce Matthews (Houston / Tennessee Oilers / Titans), 1983–2001[4]
- Maggior numero di gare come titolare consecutive: 297 (321 inclusi i playoff), Brett Favre, 1992–2010[5]
- Maggior numero di gare come titolare consecutive da inizio carriera: 208 (227 inclusi i playoffs) Peyton Manning, 1998–2011[6]
- Maggior numero di gare come titolare consecutive da inizio carriera inclusi i playoff: 231 (207 stagione regolare; 24 playoff) Gene Upshaw, 1967–1981
- Maggior numero di gare consecutive come titolare da parte di un quarterback: 297 (321 inclusi i playoff), Brett Favre, 1992–2010[5]
- Maggior numero di gare consecutive come titolare da parte di un ricevitore: 176 (185 inclusi i playoff), Tim Brown, 1992–2003
- Maggior numero di gare consecutive come titolare da parte di un running back: 170 (178 inclusi i playoff), Walter Payton, 1975–1987
- Maggior numero di gare consecutive come titolare da parte di un offensive lineman: 240 (259 inclusi i playoff), Mick Tingelhoff, 1962–1979
- Maggior numero di gare consecutive come titolare da parte di un defensive lineman: 270 (289 inclusi playoff), Jim Marshall, 1961–1978
- Maggior numero di gare consecutive come titolare da parte di un linebacker: 215 (221 inclusi i playoff), London Fletcher, 2000–2013
- Maggior numero di gare consecutive come titolare da parte di un defensive back: 215 (224 inclusi i playoff), Ronde Barber, 1999–2012

## Marcature
- Maggior numero di punti segnati in carriera: 2.673, Adam Vinatieri, 1996–2020[7]
- Maggior numero di punti segnati in una stagione: 186, LaDainian Tomlinson, 2006[1]
- Maggior numero di punti segnati in una stagione senza touchdown: 166, David Akers, 2011[1]
- Maggior numero di punti segnati in una stagione da un rookie: 150, Cody Parkey, 2014[1]
- Maggior numero di stagioni guidando la lega in punti segnati: 5, Don Hutson, 1940–1944; Gino Cappelletti, 1961, 1963–1966; Stephen Gostkowski, 2008, 2012–2015[1]
- Maggior numero di stagioni consecutive guidando la lega in punti segnati: 5, Don Hutson, 1940–1944[1]
- Maggior numero di stagioni con più di 100 punti: 21, Adam Vinatieri, 1996–2008, 2010, 2012–2018[1][8]
- Maggior numero di punti segnati in una partita: 40, Ernie Nevers, 28 novembre 1929[1]
- Maggior numero di punti segnati in una partita senza touchdown: 26, Rob Bironas, 21 ottobre 2007[9]
- Maggior numero di gare consecutive a segno: 360, Morten Andersen, 1983–2004, 2006–2007[1]

### Touchdown
Nota: questa sezione si riferisce ai touchdown su corsa, ricezione o ritorno. I passaggi da touchdown sono in una sezione a parte.
- Maggior numero di touchdown in carriera: 208, Jerry Rice, 1985–2004[1]
- Maggior numero di touchdown in una stagione: 31, LaDainian Tomlinson, 2006[1]
- Maggior numero di touchdown in una stagione da rookie: 22, Gale Sayers, 1965
- Maggior numero di stagioni guidando la lega in touchdown: 8, Don Hutson, 1935–1938, 1941–1944[1]
- Maggior numero di stagioni consecutive guidando la lega in touchdown: 4, Don Hutson, 1935–1938, 1941–1944[1]
- Maggior numero di touchdown in una partita: <!—non includere i touchdown su passaggio--> 6, Ernie Nevers, 28 novembre 1929; Dub Jones, 25 novembre 1951; Gale Sayers, 12 dicembre 1965;[1] Alvin Kamara, 25 dicembre 2020
- Maggior numero di gare consecutive con almeno un touchdown: 18, LaDainian Tomlinson, 2004–2005; Lenny Moore, 1963–1965[1]

### Punti dopo il touchdown
- Maggior numero di stagioni guidando la lega: 8, George Blanda, 1956, 1961–62, 1967–1969, 1972, 1974[1]
- Maggior numero di tentativi in carriera: 959, George Blanda, 1949–1976[1]
- Maggior numero di segnature in carriera: 943, George Blanda, 1949–1976[1]
- Maggior numero di tentativi in una stagione: 75, Matt Prater, 2013[1]
- Maggior numero di tentativi in una stagione: 75, Matt Prater, 2013[1]
- Maggior numero di tentativi in una stagione da rookie: 60, Doug Brien, 1994[10]
- Maggior numero di tentativi in una partita: 10, Charlie Gogolak, 27 novembre 1966,[1] Jason Sanders. 24 settembre 2023[11]
- Maggior numero di segnature in una partita: 10, Jason Sanders, 24 settembre 2023[11]
- Maggior numero di segnature in una partita senza errori: 75, Matt Prater, 2013[1]
- Maggior numero di segnature senza errori in una stagione da rookie: 54, Cody Parkey, 2014[12]
- Maggior numero di segnature senza errori in una partita: 10, Jason Sanders, 24 settembre 2023[11]
- Maggior numero di segnature consecutive: 478, Stephen Gostkowski, 2006–2016[1]
- Maggior numero di segnature (inclusi i playoff): 523, Stephen Gostkowski, 31 dicembre 2006 – 16 gennaio 2016[13]
- Miglior percentuale di realizzazione in carriera(minimo 200 tentativi): 99,8%, Rian Lindell, (432/433) 2000–2013[1]
- Maggior numero di conversioni da due punti in carriera: 7, Marshall Faulk, 1994–2005[1]
- Maggior numero di conversioni da due punti in una stagione: 4, Todd Heap, 2003[1]
- Maggior numero di conversioni da due punti in una partita: 2, da parte di 13 giocatori, il più recente dei quali Duke Johnson, 30 settembre 2018

### Field goal
- Maggior numero di stagioni guidando la lega: 5, Lou Groza, 1950, 1952–1954, 1957[1]
- Maggior numero di stagioni consecutive guidando la lega: 3, Lou Groza, 1952–1954[1]
- Maggior numero di tentativi in carriera: 709, Morten Andersen, 1982–2004, 2006–2007[1]
- Maggior numero di realizzazioni in carriera: 599, Adam Vinatieri, 1996–2019[1][14]
- Maggior numero di field goal segnati nei tempi supplementari in carriera: 11, Adam Vinatieri, 1996–2019
- Maggior numero di tentativi in una stagione: 52, David Akers, 2011[1]542
- Maggior numero di segnature in una stagione: 44, David Akers, 2011[1]
- Maggior numero di tentative in una partita: 9, Jim Bakken, 24 settembre 1967[1]
- Maggior numero di segnature in una partita: 8, Rob Bironas, 21 ottobre 2007[1]
- Maggior numero di segnature in una partita senza errori: 8, Rob Bironas, 21 ottobre 2007[1]
- Maggior numero di segnature in un tempo: 5; Chris Boniol, 18 novembre 1996, Morten Andersen, 3 settembre 2000,  Rob Bironas, 21 ottobre 2007 e Mike Nugent, 7 settembre 2014
- Maggior numero di segnature in un quarto: 4 da parte di 11 giocatori, l’ultimo dei quali Austin Seibert, 3 novembre 2019
- Maggior numero di partite con almeno un field goal segnato in carriera: 300, Adam Vinatieri, 1996–2019[15]
- Maggior numero di gare consecutive con almeno un field goal segnato: 38, Matt Stover, 1999–2001[1]
- Maggior numero di segnature consecutive: 44, Adam Vinatieri, 4 ottobre 2015 – 20 ottobre 2016[1][16]
- Maggior numero di segnature consecutive nei playoff: 23, Mason Crosby, 15 gennaio 2011 – 22 gennaio 2017[17][18]
- Maggior numero di segnature consecutive tra stagione regolare e playoff: 46, Gary Anderson, 15 dicembre 1997 – 17 gennaio 1999
- Field goal più lungo: 66 yard, Justin Tucker (vs. Lions), 26 settembre 2021
- Miglior percentuale in carriera (minimo 100 segnature): 90,1% (237/263), Justin Tucker, 2012–2024[19]
- Miglior percentuale in una stagione (minimo 20 tentativi): 100,0%, Gary Anderson, 1998 (35/35); Mike Vanderjagt, 2003 (37/37); Jason Myers, 2020 (24/24) [20]
- Peggior percentuale in una stagione (maggior numero di tentativi senza realizzazioni): 0,0, Boris Shlapak (0/8), 1972[21]
- Peggior percentuale in una stagione (minimo 10 tentativi): 6,67, Bob Timberlake (1/15), 1965[22]
- Maggior numero di segnature da almeno 50 yard in carriera: 71, Matt Prater, 2007–2022
- Maggior numero di segnature da almeno 60 yard in carriera: 4, Brett Maher, 2018–2022
- Maggior numero di segnature da almeno 50 yard in una stagione: 11, Daniel Carlson, 2022

Maggior numero di segnature da almeno 50 yard in una partita: 4, Matt Gay, 24 settembre 2023 
- Maggior numero di segnature da almeno 50 yard in un tempo: 3, Phil Dawson, 27 settembre 2012; Justin Tucker, 27 novembre 2016; Tyler Bass, 15 novembre 2020

### Safety
- Maggior numero in carriera: 4, Ted Hendricks, 1969–1983; Doug English, 1975–1985; Jared Allen, 2004–2015; Justin Houston, 2011–2022[24]
- Maggior numero in una stagione: 2, 19 giocatori, l’ultimo di quali Justin Houston, 2020[25]
- Maggior numero in una stagione da rookie: 2, Jameel McClain, 2008; Jim Young, 1977[26]
- Maggior numero in una partita: 2, Fred Dryer, 21 ottobre 1973[1][27]
- Maggior numero in un quarto: 2, Fred Dryer, 21 ottobre 1973
- Maggior numero di gare consecutive con una safety: 2, Doug English, 4 settembre 1983 – 11 settembre 1983
- Maggior numero di stagioni consecutive con almeno una safety: 3, Charlie Krueger, 1959–1961; Ted Hendricks, 1974–1976; Eric Swann, 1992–1994

## Corse

### Corse tentate
- Maggior numero di stagioni guidando la lega: 6, Jim Brown; 1958–1959, 1961, 1963–1965[1][28]
- Maggior numero di stagioni consecutive guidando la lega: 4; Steve Van Buren, 1947–1950 e Walter Payton, 1976–1979[1][28]
- Maggior numero medio di corse tentate a partita in carriera: 21.2, Terrell Davis, 1995–2001
- Maggior numero di tentativi in carriera: 4,409, Emmitt Smith, 1990–2004[1][29]
- Maggior numero di tentativi in una stagione: 416, Larry Johnson, 2006[1][30]
- Maggior numero di tentativi in una stagione da rookie: 390, Eric Dickerson, 1983[1]
- Maggior numero di tentativi in una partita: 45, Jamie Morris, 17 dicembre 1988 (dts)[1][31]
- Maggior numero di tentativi in una partita per un rookie: 45, Jamie Morris, 17 dicembre 1988 (dts)[1][31]
- Maggior numero di tentativi alla prima gara in carriera: 36, LaDainian Tomlinson, 9 settembre 2001[32]
- Maggior numero di tentativi senza fumble in una stagione: 397, Gerald Riggs, 1985
- Maggior numero di tentativi senza fumble da inizio carriera: 559, BenJarvus Green-Ellis, 2008–2012
- Maggior numero di tentativi consecutivi senza fumble: 1,001, LaDainian Tomlinson, 22 ottobre 2006 – 29 novembre 2009
- Maggior numero di stagioni con almeno 200 tentativi: 14, Emmitt Smith, 1990–2004[33]
- Maggior numero di stagioni con almeno 250 tentativi: 13, Emmitt Smith, 1991–2004[34]
- Maggior numero di stagioni con almeno 300 tentativi: 10, Walter Payton, 1976–1986[35]
- Maggior numero di stagioni consecutive con almeno 200 tentativi: 13, Emmitt Smith, 1990–2002[36]
- Maggior numero di stagioni consecutive con almeno 250 tentativi: 12, Emmitt Smith, 1991–2002[37]
- Maggior numero di stagioni consecutive con almeno 300 tentativi: 8, Eddie George, 1996–2003[38]
- Maggior numero di gare con almeno 20 tentativi in carriera: 121, Emmitt Smith, 1990–2004[39]
- Maggior numero di gare con almeno 25 tentativi in carriera: 56, Emmitt Smith, 1991–2004[40]
- Maggior numero di gare con almeno 30 tentativi in carriera: 21, Eric Dickerson, 1983–1991[41]
- Maggior numero di gare con almeno 35 tentativi in carriera: 7, Walter Payton, 1976–1984[42]
- Maggior numero di gare con almeno 40 tentativi in carriera: 2; James Wilder Sr., 1983–1984; Ricky Williams, 1999–2003[43]
- Maggior numero di gare con almeno 20 tentativi in una stagione: 14, da parte di 8 giocatori, l’ultimo dei quali Shaun Alexander, 2005[44]
- Maggior numero di gare con almeno 25 tentativi in una stagione: 10; Larry Johnson, 2006; Jamal Anderson, 1998; Emmitt Smith, 1994[45]
- Maggior numero di gare con almeno 30 tentativi in una stagione: 7, Earl Campbell, 1979[46]
- Maggior numero di gare con almeno 35 tentativi in una stagione: 3; Earl Campbell, 1980; Eddie George, 2000[47]

### Yard corse
- Maggior numero di stagioni guidando la lega: 8, Jim Brown; 1957–1961, 1963–1965[1]
- Maggior numero di stagioni consecutive guidando la lega: 5, Jim Brown, 1957–1961[1]
- Maggior numero di yard corse a partita in carriera: 104,3, Jim Brown, 1957–1965
- Maggior numero di yard corse a partita in una stagione: 143,1, O. J. Simpson, 1973
- Maggior numero di yard corse in carriera: 18,355, Emmitt Smith, 1990–2004[1]}
- Maggior numero di stagioni con almeno 500 yard corse: 16, Frank Gore, 2005–2020
- Maggior numero di stagioni con almeno 1.000 yard corse: 11, Emmitt Smith, 1991–2001[1]
- Maggior numero di stagioni con almeno 1.500 yard corse: 5, Barry Sanders, 1991–1997
- Maggior numero di stagioni consecutive con almeno 500 yard corse: 16, Frank Gore, 2005–2020
- Maggior numero di stagioni consecutive con almeno 1.000 yard corse: 11, Emmitt Smith, 1991–2001[1]
- Maggior numero di stagioni consecutive con almeno 1.500 yard corse: 4, Barry Sanders, 1994–1997
- Maggior numero di yard corse in una stagione: 2.105, Eric Dickerson, 1984[1]
- Maggior numero di yard corse in una stagione senza fumble: 1.883, Barry Sanders, 1994
- Maggior numero di yard corse in una stagione da rookie: 1.808 Eric Dickerson, 1983[1]
- Maggior numero di yard corse in una stagione da rookie senza fumble: 1.307 Saquon Barkley, 2018
- Maggior numero di yard corse in una stagione in casa: 1.125, Walter Payton, 1977
- Maggior numero di yard corse in una stagione in trasferta: 1.087, Eric Dickerson, 1984
- Maggior numero di yard corse in due gare consecutive: 476, O. J. Simpson, 25 novembre 1976 – 5 dicembre 1976
- Maggior numero di yard corse in una partita: 296, Adrian Peterson, 4 novembre 2007[1]
- Maggior numero di yard corse in un tempo: 253, Adrian Peterson, 4 novembre 2007[48]
- Maggior numero di yard corse alla prima partita in carriera: 194, Alan Ameche, 25 settembre 1955[49]
- Maggior numero di yard corse in una partita da un rookie: 296, 4 novembre 2007[49]
- Maggior numero di yard corse in un quarto: 165, Jamaal Charles, 23 dicembre 2012
- Maggior numero di gare con almeno 50 yard corse in carriera: 173, Emmitt Smith, 1990–2004[50]
- Maggior numero di gare con almeno 100 yard corse in carriera: 78, Emmitt Smith, 1990–2004[1][51]
- Maggior numero di gare con almeno 150 yard corse in carriera: 25, Barry Sanders, 1989–1998[52]
- Maggior numero di gare con almeno 200 yard corse in carriera: 6, O. J. Simpson, 1969–1979; Adrian Peterson, 2007–2015; Derrick Henry, 2018–2022
- Maggior numero di gare con almeno 250 yard corse in carriera: 2, O. J. Simpson, 1973–1976[53]
- Maggior numero di gare con almeno 100 yard corse in una stagione: 14, Barry Sanders, 1997[1][54]
- Maggior numero di gare con almeno 150 yard corse in una stagione: 7, Earl Campbell, 1980; Adrian Peterson, 2012[55]
- Maggior numero di gare con almeno 200 yard corse in una stagione: 4, Earl Campbell, 1980[1][56]
- Maggior numero di gare consecutive con almeno 50 yard corse: 38, Priest Holmes, 2001–2003[57]
- Maggior numero di gare consecutive con almeno 100 yard corse: 14, Barry Sanders, 1997[58]
- Maggior numero di gare consecutive con almeno 150 yard corse: 4, Earl Campbell, 1980[59]
- Maggior numero di gare consecutive con almeno 200 yard corse: 2, O. J. Simpson, 1973, 1976; Earl Campbell 1980; Ricky Williams 2002; Jay Ajayi, 2016[60]
- Maggior numero di gare consecutive con almeno 100 yard corse da inizio stagione: 8, DeMarco Murray, 2014[61]
- Maggior numero di yard corse da parte di un quarterback in carriera: 6.100, Lamar Jackson, 2019–presente[62]
- Maggior numero di yard corse da parte di un quarterback in una stagione: 1.206, Lamar Jackson, 2019
- Maggior numero di yard corse da parte di un quarterback in una partita: 181, Colin Kaepernick, 12 gennaio 2013 (playoff); 178, Justin Fields, 6 novembre 2022 (stagione regolare)
- Miglior media di yard per corsa in carriera (minimo 750 tentativi): 7.0 yards (6.109 yard/873 tentativi), Michael Vick, 2001–2015[63]
- Miglior media di yard per corsa in carriera (minimo 1.00 tentativi): 5.38 yards (7.260 yard/1.332 tentativi), Jamaal Charles, 2008–2018[64]
- Miglior media di yard per corsa in una stagione: 8,45 yard (1.039 yard/123 tentativi), Michael Vick, 2006[65]
- Miglior media di yard per corsa in una stagione da rookie: 8,44 yard (1.004 yard/119 tentativi), Beattie Feathers, 1934
- Miglior media di yard per corsa in una partita (minimo 10 tentativi): 17,3 yard, Michael Vick 1º dicembre 2002[1]
- Minor numero di gare per raggiungere le 1.000 yard corse in carriera: 8, Adrian Peterson, 2007
- Minor numero di gare per raggiungere le 2.000 yard corse in carriera: 18, Eric Dickerson, 1983–1984
- Minor numero di gare per raggiungere le 3.000 yard corse in carriera: 27, Eric Dickerson, 1983–1984
- Minor numero di gare per raggiungere le 4.000 yard corse in carriera: 33, Eric Dickerson, 1983–1985
- Minor numero di gare per raggiungere le 5.000 yard corse in carriera: 45, Eric Dickerson, 1983–1985
- Minor numero di gare per raggiungere le 6.000 yard corse in carriera: 53, Eric Dickerson, 1983–1986
- Minor numero di gare per raggiungere le 7.000 yard corse in carriera: 63, Eric Dickerson, 1983–1986
- Minor numero di gare per raggiungere le 8.000 yard corse in carriera: 73, Eric Dickerson, 1983–1987
- Minor numero di gare per raggiungere le 9.000 yard corse in carriera: 82, Eric Dickerson, 1983–1988
- Minor numero di gare per raggiungere le 10.000 yard corse in carriera: 91, Eric Dickerson, 1983–1989
- Minor numero di gare per raggiungere le 11.000 yard corse in carriera: 103, Eric Dickerson, 1983–1989
- Minor numero di gare per raggiungere le 12.000 yard corse in carriera: 115, Jim Brown, 1957–1965
- Minor numero di gare per raggiungere le 13.000 yard corse in carriera: 133, Barry Sanders, 1989–1997

### Touchdown su corsa
- Maggior numero guidando la lega: 5, Jim Brown; 1957–1959, 1963, 1965[1][66]
- Maggior numero di stagioni consecutive guidando la lega: 4, Cookie Gilchrist (American Football League), 1962–1965[1][66]
- Maggior numero di touchdown in carriera: 164, Emmitt Smith, 1990–2004[1][67]
- Maggior numero di touchdown in una stagione: 28, LaDainian Tomlinson, 2006[1][68]
- Maggior numero di touchdown in una stagione da rookie: 18, Eric Dickerson, 1983[1][69]
- Maggior numero di touchdown in una stagione in casa: 16, Terry Allen, 1996; Priest Holmes, 2003; Shaun Alexander, 2005
- Maggior numero di touchdown in una stagione in trasferta: 16, John Riggins, 1983
- Maggior numero di touchdown in una singola annata di playoff 8, Terrell Davis, 1997[70]
- Maggior numero di touchdown in una partita: 6, Ernie Nevers, 28 novembre 1929; Alvin Kamara, 25 dicembre 2020[71]
- Maggior numero di touchdown in un tempo: 4, Jim Brown, 18 novembre 1962; Roland Hooks, 9 settembre 1979; Chuck Muncie, 29 novembre 1981; Eric Dickerson, 31 ottobre 1988; Shaun Alexander, 29 settembre 2002; Priest Holmes, 24 ottobre 2004; Doug Martin, 4 novembre 2012
- Maggior numero di stagioni con almeno un touchdown su corsa: 16, Marcus Allen, 1982–1997[72]
- Maggior numero di stagioni consecutive con almeno un touchdown su corsa: 16, Marcus Allen, 1982–1997[73]
- Maggior numero di gare con almeno un touchdown su corsa in carriera: 117, Emmitt Smith, 1990–2004[74]
- Maggior numero di gare con almeno un touchdown su corsa in una stagione: 15, Emmitt Smith, 1995
- Maggior numero di gare consecutive con almeno un touchdown su corsa: 14, LaDainian Tomlinson, 2004–2005[1]
- Maggior numero touchdown su corsa per un quarterback in carriera: 74, Cam Newton, 2011–2021
- Maggior numero touchdown su corsa per un quarterback in una stagione: 15, Jalen Hurts, 2023; Josh Allen, 2023[75]
- Maggior numero touchdown su corsa per un quarterback in una gara: 4, diversi giocatori

## Ricezioni

### Ricezioni
- Maggior numero di stagioni guidando la lega: 8, Don Hutson, 1936–37, 1939, 1941–1945[1][76]
- Maggior numero di stagioni consecutive guidando la lega: 5, Don Hutson, 1941–1945[1][76]
- Maggior numero di ricezioni in carriera: 1.549, Jerry Rice, 1985–2004[1][77]
- Maggior numero di ricezioni in una stagione: 149, Michael Thomas, 2019[1][78]
- Maggior numero di ricezioni in carriera nei playoff: 178, Travis Kelce, 2013-2024 [79]
- Maggior numero di ricezioni in una singola annata di playoff: 33, Cooper Kupp, 2021 [80]
- Maggior numero di ricezioni in una stagione da rookie: 112, Brock Bowers, 2024
- Maggior numero di ricezioni in carriera da parte di un tight end: 1,325, Tony Gonzalez, 1997-2013 [77]
- Maggior numero di ricezioni in una stagione da parte di un tight end: 113, Zach Ertz, 2018
- Maggior numero di ricezioni in carriera da parte di un running back: 767, Marshall Faulk, 1994-2005 [81]
- Maggior numero di ricezioni in una stagione da parte di un running back: 116, Christian McCaffrey, 2019
- Maggior numero di ricezioni in una partita: 21, Brandon Marshall, 13 dicembre 2009[1][1][82]
- Maggior numero di ricezioni in una partita da rookie: 15, Puka Nacua, 17 settembre 2023[83]
- Maggior numero di ricezioni in un tempo: 13, Jason Witten, 28 ottobre 2012
- Maggior media di yard per ricezione in carriera: 7,46, Michael Thomas, (470 ricezioni/63 gare), 2016–2019
- Maggior media di yard per ricezioni in una stagione: 9,31, Michael Thomas, (149 ricezione/16 gare), 2019
- Maggior numero di gare consecutive con almeno una ricezione: 274, Jerry Rice 1985–2004[84]
- Maggior numero di stagioni consecutive con almeno 50 ricezioni: 17, Larry Fitzgerald 2004–2020
- Maggior numero di stagioni consecutive con almeno 100 ricezioni: 6, Antonio Brown 2013–2018[85]
- Maggior numero di stagioni con almeno 50 ricezioni: 17, Jerry Rice 1986–2003, Larry Fitzgerald 2004–2020[86]
- Maggior numero di stagioni con almeno 100 ricezioni: 6, Brandon Marshall 2007–2015, Antonio Brown 2013–2018[87]
- Maggior numero di stagioni con almeno 120 ricezioni: 2, Michael Thomas 2018–2019, Antonio Brown 2014–2015, Wes Welker 2009–2011, Cris Carter 1994–1995[88]
- Maggior numero di partite con almeno 10 ricezioni in una stagione: 9, Michael Thomas 2019
- Maggior numero di partite con almeno 15 ricezioni in una stagione: 2, Antonio Brown 2015
- Maggior numero di partite con almeno una ricezione in carriera: 296, Jerry Rice 1985–2004
- Maggior numero di partite con almeno 5 ricezioni in carriera: 166, Jerry Rice 1985–2004
- Maggior numero di partite con almeno 10 ricezioni in carriera: 23, Antonio Brown 2010–2021
- Maggior numero di partite con almeno 15 ricezioni in carriera: 2, Brandon Marshall 2008–2018, Wes Welker 2009–2014, Jason Witten 2007–2017, Antonio Brown 2010–2015

### Yard ricevute
- Maggior numero di stagioni guidando la lega: 7, Don Hutson, 1936, 1938–39, 1941–1944[1]}[89]
- Maggior numero di stagioni consecutive guidando la lega: 4, Don Hutson, 1941–1944[1][89]
- Maggior numero di yard ricevute in carriera: 22,895, Jerry Rice 1985–2004[1][90]
- Maggior numero di yard ricevute a partita in carriera': 96,5, Justin Jefferson, (4.825 yards/50 gare), 2020–presente[91]
- Maggior numero di yard ricevute a partita in una stagione: 129,0, Wes Chandler, (1.032 yards/8 gare), 1982[92]
- Maggior numero di yard ricevute a partita in una stagione da rookie: 108,8, Odell Beckham Jr., (1.305 yard/12 Gare), 2014
- Maggior numero di stagioni con almeno 500 yard ricevute: 18, Jerry Rice 1985–2003
- Maggior numero di stagioni con almeno 1.000 yard ricevute: 14, Jerry Rice, 1986–2002[1]
- Maggior numero di stagioni con almeno 1.500 yard ricevute: 4, Jerry Rice 1986–1995
- Maggior numero di stagioni consecutive con almeno 500 yard ricevute: 16, Tony Gonzalez 1998–2013; Larry Fitzgerald 2004–2019
- Maggior numero di stagioni consecutive con almeno 1.000 yard ricevute: 11, Jerry Rice 1986–1996; Mike Evans 2014-Presente
- Maggior numero di stagioni consecutive con almeno 1.500 yard ricevute: 2, Marvin Harrison 2001–2002, Andre Johnson 2008–2009, Calvin Johnson 2011–2012, Antonio Brown 2014–2015, Julio Jones 2014–2015
- Maggior numero di stagioni consecutive con almeno 1.000 yard ricevute da parte di un tight end: Travis Kelce (7, 2016–2022)[93]
- Maggior numero di yard ricevute in una stagione: 1.964, Calvin Johnson, 2012[1][94]
- Maggior numero di yard ricevute nelle prime due stagioni in carriera: 3.016, Justin Jefferson, 2020–2021[95]
- Maggior numero di yard ricevute in una stagione da rookie: 1,486, Puka Nacua, 2023.[1]
- Maggior numero di yard ricevute in una stagione da parte di un tight end: 1.416, Travis Kelce, 2020[96]
- Maggior numero di yard ricevute in una stagione da parte di un running back: 1.048, Marshall Faulk, 1999
- Maggior numero di yard ricevute in una partita: 336, Flipper Anderson, 26 novembre 1989 (dts)[97]
- Maggior numero di yard ricevute in una partita terminata ai tempi regolamentari: 329, Calvin Johnson, 27 ottobre 2013[97]
- Maggior numero di yard ricevute in una partita da un rookie: 266, Ja'Marr Chase, January 2, 2022[98]
- Maggior numero di yard ricevute in una partita da parte di un tight end: 214, Shannon Sharpe, 20 ottobre 2002[97]
- Maggior numero di yard ricevute in un tempo: 258, Stephone Paige, 22 dicembre 1985[99]
- Maggior numero di yard ricevute in un quarto: 210, Qadry Ismail, 12 dicembre 1999[100]
- Maggior numero di gare con almeno 50 yard ricevute in carriera: 198, Jerry Rice, 1985–2004[1][101]
- Maggior numero di gare con almeno 100 yard ricevute in carriera: 76, Jerry Rice, 1985–2004[1][102]
- Maggior numero di gare con almeno 150 yard ricevute in carriera: 30, Jerry Rice, 1985–2003[103]
- Maggior numero di gare con almeno 200 yard ricevute in carriera: 5; Lance Alworth, 1963–1967;[1] Calvin Johnson, 2007–2015[104][105]
- Maggior numero di gare con almeno 225 yard ricevute in carriera: 3; Julio Jones, 2014–17
- Maggior numero di gare con almeno 50 yard ricevute in stagione: 17, Cooper Kupp, 2021
- Maggior numero di gare con almeno 100 yard ricevute in stagione: 11, Michael Irvin 1995, Calvin Johnson 2012[106]
- Maggior numero di gare con almeno 100 yard ricevute in stagione: 5; Tim Brown, 1997; Jerry Rice, 1995; Roy Green, 1984; Antonio Brown, 2017;[107]
- Maggior numero di gare con almeno 200 yard ricevute in stagione: 3, Charley Hennigan (AFL), 1961[108]
- Maggior numero di gare consecutive con almeno 50 yard ricevute : 35, Antonio Brown 2013–2015[109]
- Maggior numero di gare consecutive con almeno 100 yard ricevute: 8, Calvin Johnson 2012, Adam Thielen 2018[110]
- Maggior numero di gare consecutive con almeno 125 yard ricevute: 6, A.J. Brown 2023[111]
- Maggior numero di gare con almeno consecutive con almeno 150 yard ricevute: 3, CeeDee Lamb 2023, Josh Gordon 2013, Isaac Bruce 1995, Andre Rison 1990, Roy Green 1984, James Lofton 1984, Don Maynard 1968[112]
- Maggior numero di gare consecutive con almeno 200 yard ricevute: 2, Josh Gordon 2013[113]
- Ricezione più lunga: 99, da parte di 12 giocatori, l’ultimo dei quali  Victor Cruz, 24 dicembre 2011[1][114]

### Touchdown su ricezione
- Maggior numero di stagioni guidando la lega: 9, Don Hutson, 1935–1938, 1940–1944[1]
- Maggior numero di stagioni consecutive guidando la lega: 5, Don Hutson, 1940–1944[1]
- Maggior numero di touchdown su ricezione in carriera: 197, Jerry Rice, 1985–2004[115]
- Maggior numero di touchdown su ricezione in una stagione: 23, Randy Moss, 2007[116]
- Maggior numero di touchdown su ricezione in stagione da parte di un tight end; 17, Rob Gronkowski, 2011
- Maggior numero di touchdown su ricezione in stagione da parte di un running back; 9, Billy Cannon, 1961; Bill Brown, 1964; Chuck Foreman, 1975; Leroy Hoard, 1991; Marshall Faulk, 2001[117]
- Maggior numero di touchdown su ricezione in una stagione da rookie: 17, Randy Moss, 1998[1]
- Maggior numero di touchdown su ricezione in stagione in casa: 13, Jerry Rice, 1987; Marvin Harrison, 2001; Jordy Nelson, 2011
- Maggior numero di touchdown su ricezione in stagione in trasferta: 14, Randy Moss, 2007
- Maggior numero di touchdown su ricezione in due gare consecutive: 7, Cloyce Box, 23 novembre 1950 – 3 dicembre 1950
- Maggior numero di touchdown su ricezione in una partita: 5, Bob Shaw, 2 ottobre 1950, Jerry Rice, 14 ottobre 1990; Kellen Winslow, 22 novembre 1981[118]
- Maggior numero di touchdown su ricezione in un tempo: 4, Don Hutson, 7 ottobre 1945; Dante Lavelli, 14 ottobre 1949; Bob Shaw, 2 ottobre 1950; Harold Jackson, 14 ottobre 1973; Paul Warfield 15 dicembre 1973; Ahmad Rashad, 2 settembre 1979; Roy Green, 13 novembre 1983; Mark Ingram, 27 novembre 1994; Marcus Robinson, 23 novembre 2003; Randy Moss, 18 novembre 2007
- Maggior numero di touchdown su ricezione in un quarto: 4, Don Hutson, 7 ottobre 1945
- Maggior numero di gare consecutive con almeno un touchdown su ricezione: 13, Jerry Rice, 1986–1987[1]
- Maggior numero di gare con almeno un touchdown su ricezione in carriera: 139, Jerry Rice, 1985–2004
- Maggior numero di gare con almeno un touchdown su ricezione in stagione: 13, Mark Clayton, 1984; Jerry Rice, 1989; Carl Pickens, 1995; Randy Moss, 2007
- Maggior numero di stagioni consecutive con almeno un touchdown su ricezione: 20, Jerry Rice, 1985–2004
- Maggior numero di gare consecutive con almeno 5 touchdown su ricezione: 11, Terrell Owens, 2000–2010; Marvin Harrison, 1996–2006; Cris Carter, 1991–2001; Tim Brown, 1991–2001; Jerry Rice, 1986–1996; Don Hutson, 1935–1945
- Maggior numero di stagioni consecutive con almeno 10 touchdown su ricezione: 8, Marvin Harrison, 1999–2006
- Maggior numero di stagioni con almeno un touchdown su ricezione: 20, Jerry Rice
- Maggior numero di stagioni con almeno 5 touchdown su ricezione: 16, Jerry Rice
- Maggior numero di stagioni con almeno 10 touchdown su ricezione: 9, Jerry Rice; Randy Moss
- Maggior numero di stagioni con almeno 15 touchdown su ricezione: 5, Jerry Rice
- Maggior numero di stagioni con almeno 20 touchdown su ricezione: 1, Randy Moss, Jerry Rice

## Yard dalla linea di scrimmage
- Maggior numero di stagioni guidando la lega, 6 Jim Brown, 1958–1959, 1961, 1963–1965[119]
- Maggior numero di stagioni consecutive guidando la lega, 4 Thurman Thomas, 1989–1992[119]
- Maggior numero di yard dalla linea di scrimmage in carriera: 23.540, Jerry Rice, 1985–2004[1][120]
- Maggior numero di yard dalla linea di scrimmage in una stagione: 2.509, Chris Johnson, 2009[1][121]
- Maggior numero di yard dalla linea di scrimmage senza fumble in stagione: 2.189, Marshall Faulk, 2000
- Maggior numero di yard dalla linea di scrimmage in una stagione da rookie: 2.212, Eric Dickerson, 1983[1]
- Maggior media di yard dalla linea di scrimmage a partita (minimo 100 gare): 125,52, Jim Brown (14.811 yard/118 gare), 1957–1965
- Maggior media di yard dalla linea di scrimmage a partita a stagione: 163.36, Priest Holmes (2.237 yards/14 gare),  2002
- Maggior numero di tocchi in una stagione: 492, (407 corse, 85 ricezioni), James Wilder Sr., 1984
- Maggior numero di tocchi in una stagione da rookie: 441, (390 corse, 51 ricezioni), Eric Dickerson, 1983
- Maggior numero di tocchi in una stagione senza fumble: 430 (397 corse, 33 ricezioni), Gerald Riggs, 1985
- Maggior numero di tocchi in una partita: 48, James Wilder Sr. (42 corse, 6 ricezioni), 30 ottobre 1983 e LaDainian Tomlinson (37 corse, 11 ricezioni), 1º dicembre 2002 (dts)[1]
- Maggior numero di yard dalla linea di scrimmage in una partita: 336, (tutte ricevute), Flipper Anderson, 26 novembre1989 (dts)[1][122]
- Maggior numero di yard dalla linea di scrimmage in una partita terminata ai tempi regolamentari: 330, Billy Cannon, 10 dicembre 1961
- Maggior numero di yard dalla linea di scrimmage in due gare consecutive: 525, Walter Payton, 20 novembre 1977 – 24 novembre 1977
- Maggior numero di gare con almeno 50 yard dalla linea di scrimmage in carriera: 202, Jerry Rice 1985–2004
- Maggior numero di gare con almeno 100 yard dalla linea di scrimmage in carriera: 108, Walter Payton, 1975–1987
- Maggior numero di gare con almeno 150 yard dalla linea di scrimmage in carriera: 46, Barry Sanders, 1989–1998
- Maggior numero di gare con almeno 200 yard dalla linea di scrimmage in carriera: 14, Marshall Faulk, 1994–2005
- Maggior numero di gare con almeno 250 yard dalla linea di scrimmage in carriera: 5, Marshall Faulk, 1994–2005
- Maggior numero di gare con almeno 100 yard dalla linea di scrimmage in una stagione: 15, Marcus Allen, 1985; Barry Sanders, 1997; Edgerrin James, 2000; David Johnson 2016
- Maggior numero di gare con almeno 150 yard dalla linea di scrimmage in una stagione: 10, Chris Johnson, 2009
- Maggior numero di gare con almeno 200 yard dalla linea di scrimmage in una stagione: 5, LaDainian Tomlinson, 2003
- Maggior numero di gare con almeno 250 yard dalla linea di scrimmage in una stagione: 2, Marshall Faulk, 2000
- Maggior numero di gare consecutive con almeno 100 yard dalla linea di scrimmage: 17, Marcus Allen, 1985–1986
- Maggior numero di gare consecutive con almeno 200 yard dalla linea di scrimmage: 3, Le'Veon Bell, 17 novembre 2014, 30 novembre 2014, 7 dicembre 2014. Walter Payton, 13 novembre 1977, 20 novembre 1977, 24 novembre 1977
- Maggior numero di stagioni consecutive con almeno 500 yard dalla linea di scrimmage: 16, Tony Gonzalez, 1998–2013
- Maggior numero di stagioni con almeno 500 yard dalla linea di scrimmage: 18, Jerry Rice, 1985–1996, 1998–2003
- Maggior numero di stagioni consecutive con almeno 1.000 yard dalla linea di scrimmage: 13, Emmitt Smith, 1990–2002
- Maggior numero di stagioni con almeno 1.000 yard dalla linea di scrimmage: 14, Emmitt Smith 1990–2002, 2004, Jerry Rice 1986–1996, 1998, 2001–2002
- Maggior numero di stagioni consecutive con almeno 1.500 yard dalla linea di scrimmage: 8, LaDainian Tomlinson, 2001–2008
- Maggior numero di stagioni con almeno 1.500 yard dalla linea di scrimmage: 10, Walter Payton 1976–1981, 1983–1986
- Maggior numero di stagioni consecutive con almeno 2.000 yard dalla linea di scrimmage: 4, Marshall Faulk 1998–2001
- Maggior numero di stagioni con almeno 2.000 yard dalla linea di scrimmage: 4, Marshall Faulk 1998–2001, Eric Dickerson 1983–1984, 1986, 1988, Walter Payton 1977, 1983–1985

## Intercetti
- Maggior numero di stagioni guidando la lega: 3; Everson Walls, 1981–1982, 1985; Ed Reed, 2004, 2008, 2010[1]
- Maggior numero di intercetti in carriera: 81, Paul Krause, 1964–1979[1]
- Maggior numero di intercetti in una stagione: 14, Dick "Night Train" Lane, 1952[1]
- Maggior numero di intercetti in una stagione da rookie: 14, Dick "Night Train" Lane, 1952[1]
- Maggior numero di intercetti in una partita: 4, da 19 giocatori, l’ultimo dei quali è stato DeAngelo Hall, 24 ottobre 2010[1]
- Maggior numero di intercetti in un tempo: 4, DeAngelo Hall, 24 ottobre 2010[1]
- Maggior numero di gare consecutive con un intercetto: 8, Tom Morrow, 1962–1963[1]
- Maggior numero di stagioni consecutive con almeno un intercetto: 19, Darrell Green, Washington Redskins, 1983–2001

### Yard su ritorno di intercetto
- Maggior numero di stagioni guidando la lega: 3, Darren Sharper, 2002, 2005, 2009[1]
- Maggior numero di yard da ritorno di intercetto in carriera: 1,590, Ed Reed, 2002–2013
- Maggior numero di yard medie da ritorno di intercetto in carriera (minimo 30 intercetti): 25,1 (1.331 yards/53 INT), Deion Sanders, 1989–2000, 2004–2005
- Maggior numero di yard medie da ritorno di intercetto in carriera (minimo 20 intercetti): 27,6 (608 yard/22 INTS), Erik McMillan, 1989–1993
- Maggior numero di yard da ritorno di intercetto in stagione: 376, Darren Sharper, New Orleans Saints, 2009[1][123]
- Maggior numero di yard da ritorno di intercetto in una stagione da rookie: 301, Don Doll, Detroit Lions, 1949[1]
- Maggior numero di yard da ritorno di intercetto in una partita: 177, Charlie McNeil, 1961[1]
- Più lungo ritorno da intercetto: 108, Ed Reed, 23 novembre 2008[1]

### Touchdown su ritorno da intercetto
- Maggior numero di touchdown su ritorno da intercetto in carriera: 12, Rod Woodson, 1987–2003[1]
- Maggior numero di touchdown su ritorno da intercetto in una stagione: 5, DaRon Bland, 2023[124]
- Maggior numero di touchdown su ritorno da intercetto in una stagione da rookie: 3; Lem Barney, 1967; Ronnie Lott, 1981; Janoris Jenkins 2012[1]
- Maggior numero di intercetti ritornati in touchdown in una partita: 2, da parte di 30 giocatori, l’ultimo dei quali è stato Zach Brown, 30 dicembre 2012[1]
- Maggior numero di stagioni consecutive con almeno un intercetto ritornato in touchdown: 6, Charles Woodson, Green Bay Packers, 2006–2011

## Punt
- Maggior numero di stagioni guidando la lega 4, Sammy Baugh, 1940–43; Jerrel Wilson, 1965, 1968, 1972–73
- Maggior numero di stagioni consecutive guidando la lega 4, Sammy Baugh, 1940–43

### Punt calciati
- Maggior numero di punt in carriera: 1.713, Jeff Feagles 1988–2009[1]
- Maggior numero di punt in una stagione: 114, Bob Parsons, 1981 e Chad Stanley, 2002[1]
- Maggior numero di punt in una stagione da rookie: 111, Brad Maynard 1997[1]
- Maggior numero di punt in una partita: 16, Leo Araguz 11 ottobre 1998[1]
- Punt più lungo: 98 yard, Steve O'Neal 21 novembre 1969[1]

### Yard su punt
- Maggior numero di yard su punt in carriera: 71.211, Jeff Feagles, 1988–2009[125]
- Maggior numero di yard su punt in una stagione: 5.209, Dave Zastudil, 2012[126]
- Maggior numero di yard su punt in una stagione da rookie: 4,779, Ryan Stonehouse, 2022
- Maggior numero di yard su punt in una partita: 709, Leo Araguz 11 ottobre 1998

### Media per punt
- Migliore media per punt in carriera (minimo 250 punt): 47,56 (1.444 punts/68.676 yard), Shane Lechler, 2000–2017
- Migliore media per punt in una stagione: 53,10 (90 punt/4.779 yard), Ryan Stonehouse, 2022[1]
- Migliore media per punt in una stagione da rookie: 53.10 (90 punt/4,779 yard), Ryan Stonehouse, 2022[1]
- Migliore media per punt in una una partita (minimo 4 punt): 61,75 (4 punt/247 yard), Bob Cifers il 24 novembre 1946[1]

## Tackle
- Maggior numero di tackle in carriera: 2.061, Ray Lewis, 1996–2012[127]
- Maggior numero di tackle in una stagione: 214, Hardy Nickerson, 1993[128]
- Maggior numero di tackle solitari in una partita: 19,  Shaquille Leonard, 2018[129]

## Sack
I sack sono una statistica ufficiale dal 1982
- Maggior numero di stagioni guidando la lega: 3;[1][130]

T.J. Watt, 2020, 2021, 2023
- Maggior numero di stagioni consecutive guidando la lega: 2;[1][130]

Mark Gastineau, 1983-1984
Reggie White, 1987-1988
T.J. Watt, 2020-2021
- Maggior numero di sack in carriera: 200, Bruce Smith, 1985–2003[1][131]
- Maggior numero di sack in una stagione: 22,5;

Michael Strahan, 2001
T.J. Watt, 2021
- Maggior numero di sack in una stagione da rookie: 14,5, Jevon Kearse, 1999[1]
- Maggior numero di sack in una partita: 7.0, Derrick Thomas, 11 novembre 1990[1][133]
- Maggior numero di stagioni con almeno un sack: 19, Bruce Smith, 1985–2003
- Maggior numero di stagioni con almeno 10 sack: 13, Bruce Smith, 1986–1990, 1992–1998, 2000[1]
- Maggior numero di stagioni consecutive con almeno 10 sack: 9, Reggie White, 1985–1993[1]
- Maggior numero di gare consecutive con almeno un sack: 11, Chris Jones, 2018[134]
- Maggior numero di stagioni con almeno 20 sack: 2, J.J. Watt, 2012, 2014